# Royal Enfield Himalayan 450
Die Royal Enfield Himalayan 450 ist eine Reiseenduro des zum Eicher-Konzern gehörenden indischen Herstellers Royal Enfield. Die Himalayan 450 wurde erstmalig auf der Motorradmesse EICMA 2023 in Mailand präsentiert.

## Antrieb
Im Gegensatz zur vorherigen Royal Enfield Himalayan 411 hat die 450 keinen luftgekühlten, sondern einen flüssigkeitsgekühlten Einzylindermotor. Der Leistungszuwachs von 18 kW (25 PS) bei 6500/min auf 29 kW (40 PS) bei 8000/min wird durch eine neue Motorkonstruktion mit 452 cm³ Hubraum, elektronisch geregelter Saugrohreinspritzung, zwei obenliegenden Nockenwellen (dohc) und vier Ventilen erreicht. Das maximale Drehmoment von 40 Nm soll bei 5500/min anliegen. Mit einem Sechsganggetriebe soll eine Höchstgeschwindigkeit von 151 km/h erreichbar sein. Ein 17 Liter großer Tank ermöglicht bei einem Durchschnittsverbrauch von 3,6 l/100 km eine Reichweite von annähernd 500 Kilometern.

## Rahmen und Fahrwerk
Die Himalayan 450 ist 2245 mm lang, 1316 mm hoch und 852 mm breit. Die Maximalbreite (Lenker einschließlich Handschutz) liegt bei 900 mm. Der Radstand beträgt 1510 mm. Eine Zuladung von maximal 200 Kilogramm soll möglich sein.
Das 21-Zoll-Vorderrad mit einer 90-90-Bereifung wird an einer Upside-down-Telegabel mit 200 mm Federweg von Showa geführt. Das Hinterrad ist an einer Stahlschwinge gelagert. Die Reifendimension ist 140/80-17. Das hintere Federelement wird ebenfalls von Showa geliefert.

## Sonstige Ausstattung

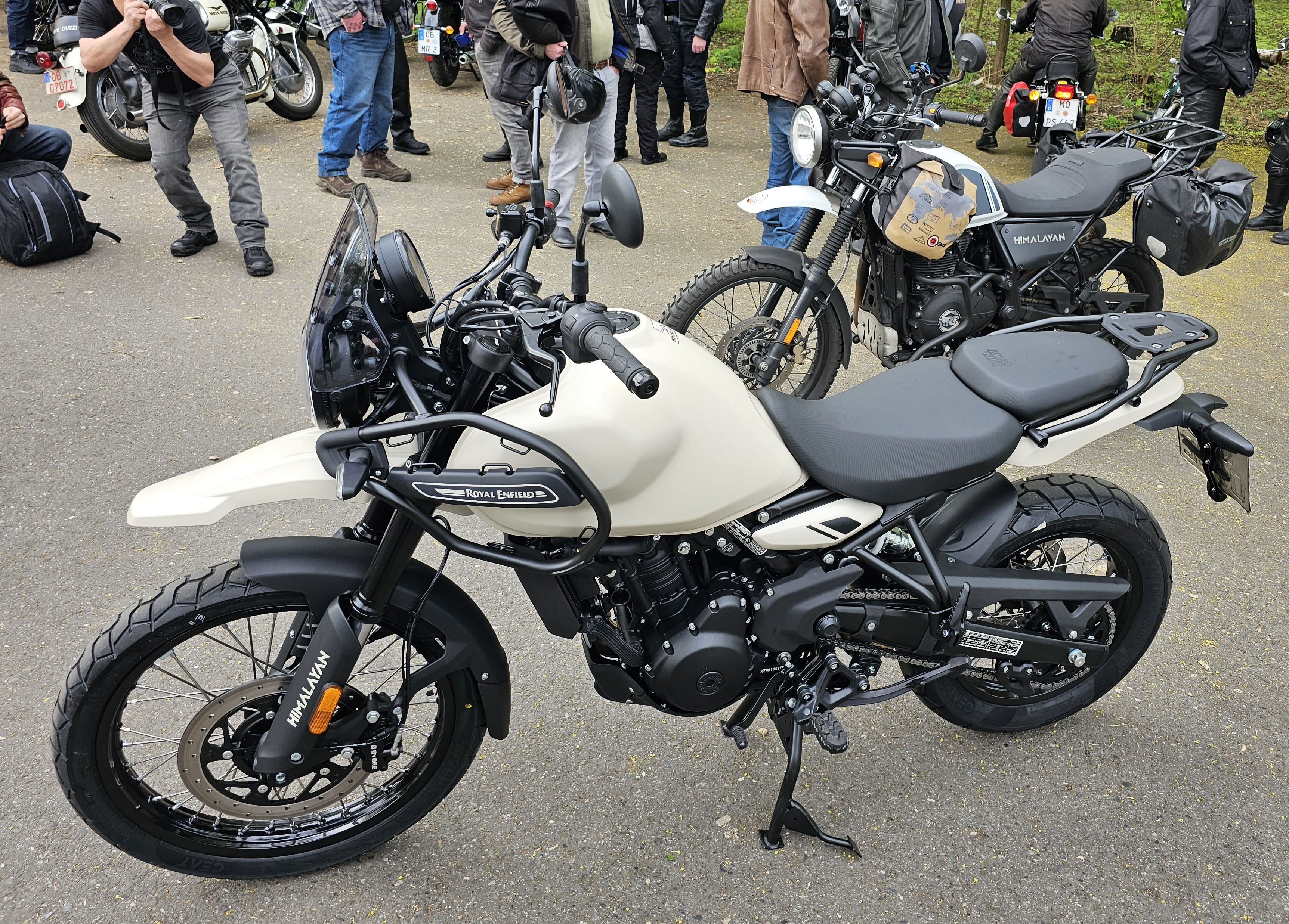
Royal Enfield Himalayan 450 in der Farbe Kaza Brown zu sehen bei einem Royal-Enfield-Treffen im Landschaftspark Duisburg-Nord.

Die bisher von Royal Enfield bekannte Turn-by-turn-Navigation wird durch eine neuartige 3D-Navigation auf Basis von Google Maps ersetzt, die auf dem runden 4,5-Zoll-TFT-Display in Vollansicht angezeigt wird. Es ist jedoch nicht Googles Lösung Android Auto bzw. Apple Car Play, sondern eine eigene Variante von Royal Enfield, die die Verbindung von Smartphone mit einer Royal-Enfield-App und dem Motorrad erfordert. Die Verbindung erfolgt kabellos über WLAN.

## Verfügbarkeit und Markteinführung
Eine Marktverfügbarkeit wird ab Frühjahr 2024 in den Farbvarianten „Kaza Brown“, „Slate Himalayan Salt“ und „Slate Himalayan Poppy Blue“ mit Schlauchreifen und in den Farbvarianten „Hanle Black“ und „Kamet White“ mit schlauchlosen Reifen erwartet.